# Danh sách Thượng nghị sĩ Hoa Kỳ đương nhiệm

Thành viên Thượng viện theo đảng phái tại các tiểu bang
2 Đảng viên Dân chủ
2 Đảng viên Cộng hòa
1 Đảng viên Dân chủ và 1 Đảng viên Cộng hòa

Thượng viện Hoa Kỳ bao gồm 100 thành viên, hai người từ mỗi bang trong số 50 bang. Danh sách này bao gồm tất cả các thượng nghị sĩ hiện tại đang phục vụ trong Quốc hội Hoa Kỳ lần thứ 118.

## Số lượng thành viên theo đảng phái

Thành viên thượng viện theo đảng
Đảng viên Dân chủ
Đảng viên Cộng hòa
Chính khách độc lập

| Đảng phái | Đảng phái     | Số lượng thành viên |
| --------- | ------------- | ------------------- |
|           | Đảng Cộng hòa | 49                  |
|           | Đảng Dân chủ  | 48                  |
|           | Độc lập       | 3                   |
| Tổng cộng | Tổng cộng     | 100                 |

## Ban Lãnh đạo

### Quan chức Chủ tọa
| Chức vị                        | Đảng phái | Đương nhiệm | Đương nhiệm   | Tiểu bang  | Từ                                                      |
| ------------------------------ | --------- | ----------- | ------------- | ---------- | ------------------------------------------------------- |
| Chủ tịch Thượng viện           | Dân chủ   |             | Kamala Harris | California | 20 tháng 1 năm 2021                                     |
| Chủ tịch Thượng viện tạm quyền | Dân chủ   |             | Patty Muray   | Washington | 3 tháng 1 năm 2023 Chủ nhiệm Đảng từ 3 tháng 1 năm 2023 |

### Ban lãnh đạo Đảng đa số
| Chức vị                                                                         | Đương nhiệm            | Tiểu bang     | Từ                                                          |
| ------------------------------------------------------------------------------- | ---------------------- | ------------- | ----------------------------------------------------------- |
| Lãnh đạo Đa số Thượng viện                                                      | Chuck Schumer          | New York      | 20 tháng 1 năm 2021 Lãnh đạo đảng từ 3 tháng 1 năm 2017     |
| Chủ tịch Cuộc họp kín Đảng Dân chủ Thượng viện                                  | Chuck Schumer          | New York      | 20 tháng 1 năm 2021 Lãnh đạo đảng từ 3 tháng 1 năm 2017     |
| Phó Lãnh đạo Đa số Thượng viện                                                  | Dick Durbin            | Illinois      | 20 tháng 1 năm 2021 Phó Lãnh đạo đảng từ 3 tháng 1 năm 2005 |
| Chủ tịch Ủy ban Chính sách và Truyền thông Đảng Dân chủ Thượng viện             | Debbie Stabenow        | Michigan      | 3 tháng 1 năm 2017                                          |
| Phó Chủ tịch Cuộc họp kín Đảng Dân chủ Thượng viện                              | Mark Warner            | Virginia      | 3 tháng 1 năm 2017                                          |
| Phó Chủ tịch Cuộc họp kín Đảng Dân chủ Thượng viện                              | Elizabeth Warren       | Massachusetts | 3 tháng 1 năm 2017                                          |
| Chủ tịch Ủy ban Chỉ đạo và Tiếp cận phụ trách Chỉ đạo Đảng Dân chủ Thượng viện  | Amy Klobuchar          | Minnesota     | 3 tháng 1 năm 2017                                          |
| Chủ tịch Ủy ban Chỉ đạo và Tiếp cận phụ trách Tiếp cận Đảng Dân chủ Thượng viện | Bernie Sanders         | Vermont       | 3 tháng 1 năm 2017                                          |
| Phó Chủ tịch Ủy ban Chính sách và Truyền thông Đảng Dân chủ Thượng viện         | Joe Manchin            | West Virginia | 3 tháng 1 năm 2017                                          |
| Phó Chủ tịch Ủy ban Chính sách và Truyền thông Đảng Dân chủ Thượng viện         | Cory Booker            | New Jersey    | 3 tháng 1 năm 2017                                          |
| Thư ký Cuộc họp kín Đảng Dân chủ Thượng viện                                    | Tammy Baldwin          | Wisconsin     | 3 tháng 1 năm 2017                                          |
| Chủ tịch Ủy ban Vận động Đảng Dân chủ Thượng viện                               | Gary Peters            | Michigan      | 28 tháng 1 năm 2017                                         |
| Phó Chủ tịch Ủy ban Tiếp cận Đảng Dân chủ Thượng viện                           | Catherine Cortez Masto | Nevada        | 3 tháng 1 năm 2021                                          |
| Phó Thư ký Cuộc họp kín Đảng Dân chủ Thượng viện                                | Brian Schatz           | Hawaii        | 3 tháng 1 năm 2023                                          |
| Phó Kỷ luật viên trưởng Đảng Dân chủ Thượng viện                                | Jeff Merkley           | Oregon        | 3 tháng 1 năm 2017                                          |

### Ban Lãnh đạo Đảng thiểu số
| Chức vị                                              | Đương nhiệm          | Tiểu bang     | Từ                                                          |
| ---------------------------------------------------- | -------------------- | ------------- | ----------------------------------------------------------- |
| Lãnh đạo Thiểu số Thượng viện                        | Mitch McConnell      | Kentucky      | 20 tháng 1 năm 2021 Lãnh đạo đảng từ 3 tháng 1 năm 2007     |
| Phó Lãnh đạo Thiểu số Thượng viện                    | John Thune           | South Dakota  | 20 tháng 1 năm 2021 Phó Lãnh đạo đảng từ 3 tháng 1 năm 2019 |
| Chủ tịch Hội nghị Đảng Cộng hòa Thượng viện          | John Barrasso        | Wyoming       | 3 tháng 1 năm 2019                                          |
| Chủ tịch Ủy ban Chính sách Đảng Cộng hòa Thượng viện | Joni Ernst           | Iowa          | 3 tháng 1 năm 2023                                          |
| Phó Chủ tịch Hội nghị Đảng Cộng hòa Thượng viện      | Shelley Moore Capito | West Virginia | 3 tháng 1 năm 2023                                          |
| Chủ tịch Ủy ban Quốc gia Đảng Cộng hoà Thượng viện   | Steve Daines         | Montana       | 3 tháng 1 năm 2023                                          |
| Chủ tịch Ủy ban Chỉ đạo Đảng Cộng hòa Thượng viện    | Mike Lee             | Utah          | 3 tháng 1 năm 2015                                          |
| Phó Kỷ luật viên trưởng Đảng Cộng hòa Thượng viện    | Mike Crapo           | Idaho         | 3 tháng 1 năm 2013                                          |
| Chủ tịch Thượng viện tạm quyền danh dự               | Chuck Grassley       | Iowa          | 20 tháng 1 năm 2021 Chủ nhiệm Đảng từ 3 tháng 1 năm 2019    |

## Danh sách Thượng nghị sĩ
| Tiểu bang       | Chân dung                                                | Thượng nghị sĩ         | Đảng phái | Đảng phái | Ngày sinh         | Nghề nghiệp trước đây | Văn phòng qua bầu cử từng phục vụ trước đây                                                                                 | Giáo dục | Nhậm chức         | Bầu cử sắp tới | Nơi ở            |
| --------------- | -------------------------------------------------------- | ---------------------- | --------- | --------- | ----------------- | --- | --- | --- | ----------------- | -------------- | ---------------- |
| New yorkAlabama |                                                          | Tommy Tuberville       |           | Cộng hòa  | 18 tháng 9, 1954  | HLV bóng đá Đại học Đối tác, Công ty quản lý đầu tư | Không | Đại học Nam Arkansas (BS) | 3 tháng 1, 2021   | 2026           | Auburn           |
| New yorkAlabama |                                                          | Katie Britt            |           | Cộng hòa  | 2 tháng 2, 1982   | Nhân viên Thượng viện Quản trị viên Đại học Luật sư Quản lý Chiến dịch Chủ tịch và CEO Hội đồng Kinh doanh Alabama Thành viên Hội đồng Liên đoàn Động vật Hoang dã Alabama              | Không | Đại học Alabama (BS), (JD) | 3 tháng 1, 2023   | 2028           | Montgomery       |
| Alaska          |                                                          | Lisa Murkowski         |           | Cộng hòa  | 22 tháng 5, 1957  | Luật sư | Hạ viện Alaska | Đại học Georgetown (AB) Đại học Willamette (JD)                                                                                            | 20 tháng 12, 2002 | 2028           | Girdwood         |
| Alaska          |                                                          | Dan Sullivan           |           | Cộng hòa  | 13 tháng 11, 1964 | Sĩ quan Thủy quân lục chiến Hoa Kỳ Luật sư Trợ lý Bộ trưởng Ngoại giao về Các vấn đề Kinh tế và Kinh doanh                                                                              | Tổng chưởng lý Alaska | Đại học Harvard (AB) Đại học Georgetown (MS, JD)                                                                                           | 3 tháng 1, 2015   | 2026           | Anchorage        |
| Arizona         |                                                          | Kyrsten Sinema         |           | Dân chủ   | 12 tháng 7, 1976  | Nhà hoạt động xã hội Nhà tư vấn chính trị Luật sư Giảng viên Đại học | Hạ viện Hoa Kỳ (AZ-9) Thượng viện Arizona Hạ viện Arizona                                                                   | Đại học Brigham Young (BA) Đại học Tiểu bang Arizona, Tempe campus (MSW, JD, PhD)                                                          | 3 tháng 1, 2019   | 2024           | Phoenix          |
| Arizona         |                                                          | Mark Kelly             |           | Dân chủ   | 21 tháng 2, 1964  | Sĩ quan Hải quân Hoa Kỳ Phi hành gia NASA Nhà sáng lập Tổ chức phi lợi nhuận Người Mỹ vì Giải pháp Trách nhiệm                                                                          | Không | Học viện Hàng hải Thương gia Hoa Kỳ (BS) Trường Cao học Hải quân (MS)                                                                      | 2 tháng 12, 2020  | 2028           | Tucson           |
| Arkansas        |                                                          | John Boozman           |           | Cộng hòa  | 10 tháng 12, 1950 | Bác sĩ đo thị lực | Hạ viện Hoa Kỳ (AR-3) Hội đồng Trường công Rogers                                                                           | Đại học Arkansas Trường Cao đẳng Nhãn khoa Miền Nam (OD)                                                                                   | 3 tháng 1, 2011   | 2028           | Rogers           |
| Arkansas        |                                                          | Tom Cotton             |           | Cộng hòa  | 13 tháng 5, 1977  | Luật sư Sĩ quan Lục quân Hoa Kỳ | Hạ viện Hoa Kỳ (AR-4) | Đại học Harvard (AB, JD) | 3 tháng 1, 2015   | 2026           | Dardanelle       |
| California      |                                                          | Alex Padilla           |           | Dân chủ   | 22 tháng 3, 1973  | Kĩ sư | Bộ trưởng Ngoại giao California Thượng viện California Chủ tịch Hội đồng Thành phố Los Angeles                              | Viện Công nghệ Massachusetts (BS) | 20 tháng 1, 2021  | 2028           | Los Angeles      |
| California      |                                                          | Laphonza Butler        |           | Dân chủ   | 11 tháng 5, 1979  | | Không | | 3 tháng 10, 2023  | 2024           | Los Angeles      |
| Colorado        |                                                          | Michael Bennet         |           | Dân chủ   | 28 tháng 11, 1964 | Luật sư Điều hành Công ty Đầu tư Quản lý Trường Công Denver Tham mưu trưởng của Thị trưởng Denver                                                                                       | Không | Đại học Wesleyan (BA) Đại học Yale (JD) | 21 tháng 1, 2009  | 2028           | Denver           |
| Colorado        |                                                          | John Hickenlooper      |           | Dân chủ   | 7 tháng 2, 1952   | Nhà kinh doanh địa chất | Thống đốc Colorado Thị trưởng Denver                                                                                        | Đại học Wesleyan (BA, MS) | 3 tháng 1, 2021   | 2026           | Denver           |
| Connecticut     |                                                          | Richard Blumenthal     |           | Dân chủ   | 13 tháng 2, 1946  | Sĩ quan dự bị Thủy quân lục chiến Nhân viên Thượng viện Luật sư Thẩm phán Hoa Kỳ | Tổng chưởng lý Connecticut Thượng viện Connecticut Hạ viện Connecticut                                                      | Đại học Harvard (AB) Đại học Trinity College, Cambridge Đại học Yale (JD)                                                                  | 3 tháng 1, 2011   | 2028           | Greenwich        |
| Connecticut     |                                                          | Chris Murphy           |           | Dân chủ   | 3 tháng 8, 1973   | Luật sư Nhà quản lý chiến dịch chính trị | Hạ viện Hoa Kỳ (CT-5) Thượng viện Connecticut Hạ viện Connecticut                                                           | Đại học Williams (BA) Đại học Exeter, Oxford Đại học Connecticut (JD)                                                                      | 3 tháng 1, 2013   | 2024           | Cheshire         |
| Delaware        |                                                          | Tom Carper             |           | Dân chủ   | 23 tháng 1, 1947  | Sĩ quan Hải quân Hoa Kỳ Nhân viên của Văn phòng Phát triển Kinh tế Delaware | Thống đốc Delaware Hạ viện Hoa Kỳ (DE-AL) Thủ quỹ Delaware                                                                  | Đại học Tiểu bang Ohio (BA) Đại học Delaware (MBA)                                                                                         | 3 tháng 1, 2001   | 2024           | Wilmington       |
| Delaware        |                                                          | Chris Coons            |           | Dân chủ   | 9 tháng 9, 1963   | Nhà điều hành tổ chức phi lợi nhuận Luật sư | Thành viên Điều hành Quận New Castle, Delaware Hội đồng Quận New Castle                                                     | Đại học Amherst (BA) Đại học Yale (MAR, JD)                                                                                                | 15 tháng 11, 2010 | 2026           | Wilmington       |
| Florida         |                                                          | Marco Rubio            |           | Cộng hòa  | 28 tháng 5, 1971  | Luật sư | Chủ tịch Hạ viện Florida Ủy ban Thành phố West Miami                                                                        | Đại học Florida (BA) Đại học Miami (JD) | 3 tháng 1, 2011   | 2028           | Miami            |
| Florida         |                                                          | Rick Scott             |           | Cộng hòa  | 1 tháng 12, 1952  | Sĩ quan nhập ngũ cấp ba Hải quân Hoa Kỳ Luật sư CEO HCA Nhà đầu tư mạo hiểm | Thống đốc Florida | Đại học Missouri-Kansas (BS) Đại học Phương pháp Miền Nam (JD)                                                                             | 8 tháng 1, 2019   | 2024           | Naples           |
| Georgia         |                                                          | Jon Ossoff             |           | Dân chủ   | 16 tháng 2, 1987  | Nhà báo điều tra Nhà làm phim tài liệu Nhân viên Hạ viện Hoa Kỳ | Không | Đại học Georgetown (BS) Trường Kinh tế London (MSc)                                                                                        | 20 tháng 1, 2021  | 2026           | Atlanta          |
| Georgia         |                                                          | Raphael Warnock        |           | Dân chủ   | 23 tháng 7, 1969  | Mục sư | Không | Đại học Morehouse (BA) Chủng viện Thần học Thống nhất (MDiv, MPhil, PhD)                                                                   | 20 tháng 1, 2021  | 2028           | Atlanta          |
| Hawaii          |                                                          | Brian Schatz           |           | Dân chủ   | 20 tháng 10, 1972 | Giáo viên Nhà điều hành tổ chức phi lợi nhuận | Phó Thống đốc Hawaii Hạ viện Hawaii                                                                                         | Đại học Pomona (BA) | 26 tháng 12, 2012 | 2028           | Honolulu         |
| Hawaii          |                                                          | Mazie Hirono           |           | Dân chủ   | 3 tháng 11, 1947  | Luật sư | Hạ viện Hoa Kỳ (HI-2) Phó Thổng đốc Hawaii Hạ viện Hawaii                                                                   | Đại học Hawaii tại Manoa (BA) Đại học Georgetown (JD)                                                                                      | 3 tháng 1, 2013   | 2024           | Honolulu         |
| Idaho           |                                                          | Mike Crapo             |           | Cộng hòa  | 20 tháng 5, 1951  | Luật sư | Hạ viện Hoa Kỳ (ID-2) Thượng viện Idaho                                                                                     | Đại học Brigham Young (BA) Đại học Harvard (JD)                                                                                            | 3 tháng 1, 1999   | 2028           | Idaho Falls      |
| Idaho           |                                                          | Jim Risch              |           | Cộng hòa  | 3 tháng 5, 1943   | Giáo sư Chủ trang trại Nhà điều hành tổ chức phi lợi nhuận Luật sư | Thống đốc Idaho Phó Thống đốc Idaho Chủ tịch Thượng viện tạm quyền Idaho                                                    | Đại học Winconsin-Milwaukee Đại học Idaho (BS, JD)                                                                                         | 3 tháng 1, 2009   | 2026           | Boise            |
| Illinois        |                                                          | Dick Durbin            |           | Dân chủ   | 21 tháng 11, 1944 | Luật sư Giáo sư | Hạ viện Hoa Kỳ (IL-20) | Đại học Georgetown (BS, JD) | 3 tháng 1, 1997   | 2026           | Springfield      |
| Illinois        |                                                          | Tammy Duckworth        |           | Dân chủ   | 12 tháng 3, 1968  | Sĩ quan Lực lượng An ninh Lục quân Quốc gia Điều phối viên Trung tâm Nghiên cứu Điều dưỡng,Trường Đại học Bắc Illinois Trợ lý Bộ trưởng Cựu chiến binh Giám đốc Cựu chiến binh Illinois | Hạ viện Hoa Kỳ (IL-8) | Đại học Hawaii tại Manoa (BA) Đại học George Washington (MA) Đại học Bắc Illinois Đại học Capella (PhD)                                    | 3 tháng 1, 2017   | 2028           | Hoffman Estates  |
| Indiana         |                                                          | Todd Young             |           | Cộng hòa  | 24 tháng 8, 1972  | Sĩ quan Thủy quân lục chiến Giáo sư Cố vấn Luật sư | Hạ viện Hoa Kỳ (IN-9) | Học viện Hải quân Hoa Kỳ (BS) Đại học Chicago (MBA) Đại học London (MA) Đại học Indiana, IndianapolisIndiana University, Indianapolis (JD) | 3 tháng 1, 2017   | 2028           | Greenwood        |
| Indiana         |                                                          | Mike Braun             |           | Cộng hòa  | 24 tháng 3, 1954  | Doanh nhân | Hạ viện Indiana Thành viên Hội đồng TrườngJasper, Indiana                                                                   | Đại học Wabash (BA) Đại học Harvard (MBA)                                                                                                  | 3 tháng 1, 2019   | 2024           | Jasper           |
| Iowa            |                                                          | Chuck Grassley         |           | Cộng hòa  | 17 tháng 9, 1933  | Nông dân Giáo sư Đại học | Hạ viện Hoa Kỳ (IA-3) Hạ viện Iowa                                                                                          | Đại học Bắc Iowa (BA, MA) Đại học Iowa | 3 tháng 1, 1981   | 2028           | New Hartford     |
| Iowa            |                                                          | Joni Ernst             |           | Cộng hòa  | 1 tháng 7, 1970   | Nông dân Sĩ quan Lực lượng An ninh Lục quân Quốc gia | Thượng viện Iowa | Đại học Tiểu bang Iowa (BA) Đại học Tiểu bang Columbus (MPA)                                                                               | 3 tháng 1, 2015   | 2026           | Red Oak          |
| Kansas          |                                                          | Jerry Moran            |           | Cộng hòa  | 29 tháng 5, 1954  | Chủ ngân hàng Luật sư | Hạ viện Hoa Kỳ (KS-1) Thượng viện Kansas                                                                                    | Đại học Tiểu bang Fort Hays Đại học Kansas (BA, JD)                                                                                        | 3 tháng 1, 2011   | 2028           | Manhattan        |
| Kansas          |                                                          | Roger Marshall         |           | Cộng hòa  | 9 tháng 8, 1960   | Bác sĩ Đội trưởng Lực lượng Dự bị Hoa Kỳ | Hạ viện Hoa Kỳ (KS-1) | Đại học Tiểu bang Kansa (BS) Đại học Kansas (MD)                                                                                           | 3 tháng 1, 2021   | 2026           | Great Bend       |
| Kentucky        |                                                          | Mitch McConnell        |           | Cộng hòa  | 20 tháng 2, 1942  | Luật sư Nhân viên Thượng viện Hoa Kỳ Phó Trợ lý Bộ trưởng Tư pháp Hoa Kỳ, Văn phòng Bộ Tư pháp về Các vấn đề Lập pháp                                                                   | Lãnh đạo Quận Jefferson County, Kentucky                                                                                    | Đại học Louisville (BA) Đại học Kentucky (JD)                                                                                              | 3 tháng 1, 1985   | 2026           | Louisville       |
| Kentucky        |                                                          | Rand Paul              |           | Cộng hòa  | 7 tháng 1, 1963   | Bác sĩ chuyên khoa mắt | Không | Đại học Baylor Đại học Duke (MD) | 3 tháng 1, 2011   | 2028           | Bowling Green    |
| Louisiana       |                                                          | Bill Cassidy           |           | Cộng hòa  | 28 tháng 9, 1957  | Bác sĩ | Hạ viện Hoa Kỳ (LA-6) Thượng viện Louisiana                                                                                 | Đại học Tiểu bang Louisiana (BS, MD) | 3 tháng 1, 2015   | 2026           | Baton Rouge      |
| Louisiana       | John Neely Kennedy, official portrait, 115th Congress 2  | John Kennedy           |           | Cộng hòa  | 21 tháng 11, 1951 | Biên tập viên tạp chí Luật sư Giáo sư Tham mưu viên Thống đốc Louisiana Buddy Roemer Bộ trưởng Doanh thu Louisiana                                                                      | Thủ quỹ Louisiana | Đại học Vanderbilt (BA) Đại học Virginia (JD) Đại học Magdalen, Oxford (BCL)                                                               | 3 tháng 1, 2017   | 2028           | Madisonville     |
| Maine           |                                                          | Susan Collins          |           | Cộng hòa  | 7 tháng 12, 1952  | Nhân viện Hạ viện Nhân viện Thượng viện Giám đốc Khu vực của Cục quản lý Doanh nghiệp nhỏ Phó Thủ quỹ Massachusetts                                                                     | Không | Đại học St. Lawrence (BA) | 3 tháng 1, 1997   | 2026           | Bangor           |
| Maine           |                                                          | Angus King             |           | Độc lập   | 31 tháng 3, 1944  | Luật sư Nhân viện Thượng viện Nhà sáng lập doanh nghiệp Nhà điều hành tập đoàn Người dẫn chương trình truyền hình công cộng                                                             | Thống đốc Maine | Đại học Dartmouth (BA) Đại học Virginia (JD)                                                                                               | 3 tháng 1, 2013   | 2024           | Brunswick        |
| Maryland        |                                                          | Ben Cardin             |           | Dân chủ   | 5 tháng 10, 1943  | Luật sư | Hạ viện Hoa Kỳ (MD-3) Chủ tịch Viện Đại biểu Maryland                                                                       | Đại học Pittsburgh (BA) Đại học Maryland, Baltimore (JD)                                                                                   | 3 tháng 1, 2007   | 2024           | Baltimore        |
| Maryland        |                                                          | Chris Van Hollen       |           | Dân chủ   | 10 tháng 1, 1959  | Nhân viện Thượng viện Nhà tư vấn Lập pháp của Thống đốc Maryland Luật sư | Hạ viện Hoa Kỳ (MD-8) Thượng viện Maryland Viện Đại biểu Maryland                                                           | Đại học Swarthmore (BA) Đại học Harvard (MPP) Đại học Georgetown (JD)                                                                      | 3 tháng 1, 2017   | 2028           | Kensington       |
| Massachusetts   |                                                          | Elizabeth Warren       |           | Dân chủ   | 22 tháng 6, 1949  | Luật sư Giáo sư Thành viên Viện nghiên cứu Nhà điều hành Tổ chức phi lợi nhuận Chủ tịch COP Nhà tư vấn đặc biệt CFPB                                                                    | Không | Đại học George Washington Đại học Houston (BS) Đại học Rutgers (JD)                                                                        | 3 tháng 1, 2013   | 2024           | Cambridge        |
| Massachusetts   |                                                          | Ed Markey              |           | Dân chủ   | 11 tháng 7, 1946  | Thành viên Lực lượng Dự bị Lục quân Hoa Kỳ Luật sư | Hạ viện Hoa Kỳ (MA-7) Hạ viện Massachusetts                                                                                 | Đại học Boston (BA, JD) | 16 tháng 7, 2013  | 2026           | Malden           |
| Michigan        |                                                          | Debbie Stabenow        |           | Dân chủ   | 29 tháng 4, 1950  | Nhà hoạt động xã hội Chuyên gia tư vấn đào tạo lãnh đạo | Hạ viện Hoa Kỳ (MI-8) Hạ viện Michigan Thượng viện Michigan                                                                 | Đại học Tiểu bang Michigan (BA, MSW) | 3 tháng 1, 2001   | 2024           | Lansing          |
| Michigan        |                                                          | Gary Peters            |           | Dân chủ   | 1 tháng 12, 1958  | Sĩ quan Dự bị Hải quân Hoa Kỳ Nhà tư vấn tài chính Luật sư Giáo sư và Giảng viên Đại học                                                                                                | Hạ viện Hoa Kỳ (MI-14) Thượng viện Michigan                                                                                 | Đại học Alma (BA) Đại học Detroit (MBA) Đại học Tiểu bang Wayne (JD, MA) Đại học Tiểu bang Michigan (MA)                                   | 3 tháng 1, 2015   | 2026           | Bloomfield Hills |
| Minnesota       |                                                          | Amy Klobuchar          |           | Dân chủ   | 25 tháng 5, 1960  | Luật sư | Chưởng lý Quận Hennepin County, Minnesota                                                                                   | Đại học Yale (BA) Đại học Chicago (JD) | 3 tháng 1, 2007   | 2024           | Minneapolis      |
| Minnesota       |                                                          | Tina Smith             |           | Dân chủ   | 4 tháng 3, 1958   | Cố vấn quan hệ công chúng Quản lý Chiến dịch Chính trị Tham mưu trưởng của Thị trưởng Minneapolis Tham mưu trưởng của Thống đốc Minnesota                                               | Phó Thống đốc Minnesota | Đại học Stanford (BA) Đại học Dartmouth (MBA)                                                                                              | 3 tháng 1, 2018   | 2026           | Minneapolis      |
| Mississippi     |                                                          | Roger Wicker           |           | Cộng hòa  | 5 tháng 7, 1951   | Sĩ quan Không quân Hoa Kỳ Biện lý viên Nhân viên Hạ viện Luật sư | Hạ viện Hoa Kỳ (MS-1) Thượng viện Mississippi                                                                               | Đại học Mississippi (BA, JD) | 31 tháng 12, 2007 | 2024           | Tupelo           |
| Mississippi     |                                                          | Cindy Hyde-Smith       |           | Cộng hòa  | 10 tháng 5, 1959  | Nông dân | Ủy viên Nông nghiệp và Thương mại Mississippi Thượng viện Mississippi                                                       | Đại học Cộng đồng Copiah–Lincoln (AA) Đại học Nam Mississippi (BA)                                                                         | 9 tháng 4, 2018   | 2026           | Brookhaven       |
| Missouri        | Josh Hawley, official portrait, 116th congress (cropped) | Josh Hawley            |           | Cộng hòa  | 31 tháng 12, 1979 | Luật sư Giáo sư | Tổng chưởng lý Missouri | Đại học Stanford (BA) Đại học Yale (JD) | 3 tháng 1, 2019   | 2024           | Springfield      |
| Missouri        |                                                          | Eric Schmitt           |           | Cộng hòa  | 20 tháng 6, 1975  | Luật sư Giáo sư | Tổng chưởng lý MissouriThủ quỹ Missouri Thượng viện Missouri Hội đồng Aldermen Glendale, Missouri                           | Đại học Bang Truman (BA)Đại học Saint Louis (JD)                                                                                           | 3 tháng 1, 2023   | 2028           | Glendale         |
| Montana         |                                                          | Jon Tester             |           | Dân chủ   | 21 tháng 8, 1956  | Giáo viên âm nhạc Nông dân | Chủ tịch Thượng viện Montana Hội đồng Trường Big Sandy, Montana                                                             | Đại học Providence (BA) | 3 tháng 1, 2007   | 2024           | Big Sandy        |
| Montana         |                                                          | Steve Daines           |           | Cộng hòa  | 20 tháng 8, 1962  | Doanh nhân | Hạ viện Hoa Kỳ (MT-AL) | Đại học Tiểu bang Montana (BS) | 3 tháng 1, 2015   | 2026           | Bozeman          |
| Nebraska        |                                                          | Deb Fischer            |           | Cộng hòa  | 1 tháng 3, 1951   | Chủ trang trại | Cơ quan Lập pháp Nebraska                                                                                                   | Đại học Nebraska–Lincoln (BS) | 3 tháng 1, 2013   | 2024           | Valentine        |
| Nebraska        |                                                          | Pete Ricketts          |           | Cộng hòa  | 16 tháng 8, 1964  | Doanh nhân | Thống đốc Nebraska | Đại học Chicago (BA, MBA) | 23 tháng 1, 2023  | 2026           | Omaha            |
| Nevada          |                                                          | Catherine Cortez Masto |           | Dân chủ   | 29 tháng 3, 1964  | Luật sư | Tổng chưởng lý Nevada | Đại học Nevada, Reno (BS) Đại học Gonzaga (JD)                                                                                             | 3 tháng 1, 2017   | 2028           | Las Vegas        |
| Nevada          |                                                          | Jacky Rosen            |           | Dân chủ   | 2 tháng 8, 1957   | Lập trình viên máy tính Cố vấn, phát triển và thiết kế phần mềm | Hạ viện Hoa Kỳ (NV-3) | Đại học Minnesota (BA) Đại học Cộng đồng Quận Clark (AAS)                                                                                  | 3 tháng 1, 2019   | 2024           | Henderson        |
| New Hampshire   |                                                          | Jeanne Shaheen         |           | Dân chủ   | 28 tháng 1, 1947  | Giáo viên Nhà thầu | Thống đốc New Hampshire Thượng viện New Hampshire                                                                           | Đại học Shippensburg (BA) Đại học Mississippi (MSS)                                                                                        | 3 tháng 1, 2009   | 2026           | Madbury          |
| New Hampshire   |                                                          | Maggie Hassan          |           | Dân chủ   | 27 tháng 2, 1958  | Luật sư | Thống đốc New Hampshire Thượng viện New Hampshire                                                                           | Đại học Brown (BA) Đại học Miền Đông Bắc (JD)                                                                                              | 3 tháng 1, 2017   | 2028           | Newfields        |
| New Jersey      |                                                          | Bob Menendez           |           | Dân chủ   | 1 tháng 1, 1954   | Luật sư | Hạ viện Hoa Kỳ (NJ-13) Thượng viện New Jersey New Jersey General AssemblyThị trưởng Union City Hội đồng Giáo dục Union City | Đại học Thánh Peter (BA) Đại học Rutgers (JD)                                                                                              | 17 tháng 1, 2006  | 2024           | North Bergen     |
| New Jersey      |                                                          | Cory Booker            |           | Dân chủ   | 27 tháng 4, 1969  | Luật sư | Thị trưởng Newark, New Jersey Hội đồng Thành phố Newark                                                                     | Đại học Stanford (BA, MA) Đại học Nữ vương, Oxford (MA) Đại học Yale (JD)                                                                  | 31 tháng 10, 2013 | 2026           | Newark           |
| New Mexico      |                                                          | Martin Heinrich        |           | Dân chủ   | 17 tháng 10, 1971 | Nhà điều hành Tổ chức phi lợi nhuận Cố vấn quan hệ công chúng | Hạ viện Hoa Kỳ (NM-1) Hội đồng Thành phố Albuquerque                                                                        | Đại học Missouri (BS) | 3 tháng 1, 2013   | 2024           | Albuquerque      |
| New Mexico      |                                                          | Ben Ray Luján          |           | Dân chủ   | 7 tháng 6, 1972   | Giám đốc Dịch vụ Hành chính kiêm Giám đốc Tài chính của Bộ Văn hóa New Mexico Phó Thủ quỹ New Mexico                                                                                    | Hạ viện Hoa Kỳ (NM-3) Ủy ban Quy tắc Công cộng New Mexico                                                                   | Đại học Cao nguyên New Mexico (BBA) | 3 tháng 1, 2021   | 2026           | Santa Fe         |
| New York        |                                                          | Chuck Schumer          |           | Dân chủ   | 23 tháng 11, 1950 | Luật sư | Hạ viện Hoa Kỳ (NY-9) Hội đồng Tiểu bang New York                                                                           | Đại học Harvard (AB, JD) | 3 tháng 1, 1999   | 2028           | New York City    |
| New York        |                                                          | Kirsten Gillibrand     |           | Dân chủ   | 9 tháng 12, 1966  | Luật sư Cố vấn đặc biệt của Bộ Gia cư và Phát triển Đô thị Hoa Kỳ | Hạ viện Hoa Kỳ (NY-20) | Đại học Dartmouth (BA) Đại học California, Los Angeles (JD)                                                                                | 26 tháng 1, 2009  | 2024           | Troy             |
| North Carolina  |                                                          | Thom Tillis            |           | Cộng hòa  | 30 tháng 8, 1960  | Cố vấn Kinh doanh | Chủ tịch Hạ viện North Carolina                                                                                             | Đại học Toàn cầu Maryland (BS) | 3 tháng 1, 2015   | 2026           | Huntersville     |
| North Carolina  |                                                          | Ted Budd               |           | Cộng hòa  | 21 tháng 10, 1971 | Doanh nhân | Hạ viện Hoa Kỳ (NC-13) | Đại học Bang Appalachian (BSBA) Chủng viện Thần học Dallas (ThM) Đại học Wake Forest (MBA)(MBA)                                            | 3 tháng 1, 2023   | 2028           | Advance          |
| North Dakota    |                                                          | John Hoeven            |           | Cộng hòa  | 13 tháng 3, 1957  | Chủ ngân hàng | Thống đốc North Dakota | Đại học Dartmouth (BA) Đại học Miền Tây Bắc (MBA)                                                                                          | 3 tháng 1, 2011   | 2028           | Bismarck         |
| North Dakota    |                                                          | Kevin Cramer           |           | Cộng hòa  | 21 tháng 1, 1961  | Giám đốc Du lịch Tiểu bang Giám đốc Phát triển Kinh tế và Tài chính Chủ tịch Đảng Cộng hòa North Dakota                                                                                 | Hạ viện Hoa Kỳ (ND-AL) Ủy viên Dịch vụ Công North Dakota                                                                    | Đại học Concordia (BA)Đại học Mary (MA) | 3 tháng 1, 2019   | 2024           | Bismarck         |
| Ohio            |                                                          | Sherrod Brown          |           | Dân chủ   | 9 tháng 11, 1952  | Giáo viên | Hạ viện Hoa Kỳ (OH-13) Bộ trưởng Ngoại giao Ohio Hạ viện Ohio                                                               | Đại học Yale (BA) Đại học Tiểu bang Ohio (BA, MPA)                                                                                         | 3 tháng 1, 2007   | 2024           | Cleveland        |
| Ohio            |                                                          | J. D. Vance            |           | Cộng hòa  | 2 tháng 8, 1984   | Thủy quân lục chiến Nhà đầu tư mạo hiểm Tác giả | Không | Đại học Bang Ohio (BA)Đại học Yale (JD) | 3 tháng 1, 2023   | 2028           | Cincinnati       |
| Oklahoma        |                                                          | James Lankford         |           | Cộng hòa  | 4 tháng 3, 1968   | Giáo viên Giám đốc Chương trình Phi lợi nhuận | Hạ viện Hoa Kỳ (OK-5) | Đại học Texas, Austin (BS) Chủng viện Thần học Báp-típ Miền Tây Nam (MDiv)                                                                 | 3 tháng 1, 2015   | 2022           | Edmond           |
| Oklahoma        |                                                          | Markwayne Mullin       |           | Cộng hòa  | 26 tháng 7, 1977  | Doanh nhân Dẫn chương trình radio Võ sĩ hỗn hợp | Hạ viện Hoa Kỳ (OK-2) | Đại học Thung lũng MissouriHọc viện Công nghệ Đại học Bang Oklahoma (AAS)                                                                  | 3 tháng 1, 2023   | 2026           | Westville        |
| Oregon          |                                                          | Ron Wyden              |           | Dân chủ   | 3 tháng 5, 1949   | Giáo viên Nhà điều hành Tổ chức phi lợi nhuận | Hạ viện Hoa Kỳ (OR-3) | Đại học Stanford (BA) Đại học Oregon (JD)                                                                                                  | 5 tháng 2, 1996   | 2028           | Portland         |
| Oregon          |                                                          | Jeff Merkley           |           | Dân chủ   | 24 tháng 10, 1956 | Nhà điều hành Tổ chức phi lợi nhuận Nhà phân tích CBO của Bộ Quốc phòng Hoa Kỳ | Chủ tịch Hạ viện Oregon | Đại học Stanford (BA) Đại học Princeton (MPA)                                                                                              | 3 tháng 1, 2009   | 2026           | Portland         |
| Pennsylvania    |                                                          | Bob Casey Jr.          |           | Dân chủ   | 13 tháng 4, 1960  | Giáo viên Luật sư | Thủ quỹ Pennsylvania Kiểm toán Pennsylvania                                                                                 | Đại học Thập tự Công giáo (BA) Đại học Công giáo Hoa Kỳ (JD)                                                                               | 3 tháng 1, 2007   | 2024           | Scranton         |
| Pennsylvania    |                                                          | John Fetterman         |           | Dân chủ   | 15 tháng 8, 1969  | Giáo viên GED Giám đốc Chương trình Tuổi trẻ Điều hành Phi lợi nhuận | Phó Thống đốc PennsylvaniaThị trưởng Braddock                                                                               | Đại học Albright (BA)Đại học Connecticut (MBA) Đại học Harvard (MPP)                                                                       | 3 tháng 1, 2023   | 2028           | Braddock         |
| Rhode Island    |                                                          | Jack Reed              |           | Dân chủ   | 12 tháng 11, 1949 | Luật sư Sĩ quan Dự bị Lục quân Sĩ quan Lục quân | Hạ viện Hoa Kỳ (RI-2) Thượng viện Rhode Island                                                                              | Học viện Quân sự Hoa Kỳ (BS) Đại học Harvard (MPP, JD)                                                                                     | 3 tháng 1, 1997   | 2026           | Jamestown        |
| Rhode Island    |                                                          | Sheldon Whitehouse     |           | Dân chủ   | 20 tháng 10, 1955 | Luật sư Thẩm phán Hoa Kỳ | Tổng chưởng lý Rhode Island                                                                                                 | Đại học Yale (BA) Đại học Virginia (JD) | 3 tháng 1, 2007   | 2024           | Newport          |
| South Carolina  |                                                          | Lindsey Graham         |           | Cộng hòa  | 9 tháng 7, 1955   | Luật sư Sĩ quan Dự bị Không quân | Hạ viện Hoa Kỳ (SC-3) Hạ viện South Carolina                                                                                | Đại học South Carolina (BA, JD) | 3 tháng 1, 2003   | 2026           | Seneca           |
| South Carolina  |                                                          | Tim Scott              |           | Cộng hòa  | 19 tháng 9, 1965  | Chủ Đại lý Bảo hiểm Nhà Tư vấn tài chính | Hạ viện Hoa Kỳ (SC-1) Hạ viện South Carolina Hội đồng Quận Charleston                                                       | Đại học Trưởng lão Đại học Charleston Southern (BS)                                                                                        | 3 tháng 1, 2013   | 2028           | Charleston       |
| South Dakota    |                                                          | John Thune             |           | Cộng hòa  | 7 tháng 1, 1961   | Nhà điều hành Tổ chức phi lợi nhuận Giám đốc Đường sắt Tiểu bang Giám đốc Điều hành Đảng Cộng hòa South Dakota                                                                          | Hạ viện Hoa Kỳ (SD-AL) | Đại học Biola (BA) Đại học South Dakota (MBA)                                                                                              | 3 tháng 1, 2005   | 2028           | Sioux Falls      |
| South Dakota    |                                                          | Mike Rounds            |           | Cộng hòa  | 24 tháng 10, 1954 | Doanh nhân | Thống đốc South Dakota Thượng viện South Dakota                                                                             | Đại học Tiểu bang South Dakota (BS) | 3 tháng 1, 2015   | 2026           | Fort Pierre      |
| Tennessee       |                                                          | Marsha Blackburn       |           | Cộng hòa  | 6 tháng 6, 1952   | Cố vấn Tiếp thị Giám đốc Điều hành Ủy ban Phim, Giải trí và Âm nhạc Tennessee | Hạ viện Hoa Kỳ (TN-7) Thượng viện Tennessee                                                                                 | Đại học Tiểu bang Mississippi (BS) | 3 tháng 1, 2019   | 2024           | Brentwood        |
| Tennessee       |                                                          | Bill Hagerty           |           | Cộng hòa  | 14 tháng 8, 1959  | Cố vấn Tiếp thị Đối tác, Công ty Đầu tư Cổ phần Tư nhân Đại sứ Hoa Kỳ tại Nhật Bản Ủy viên Kinh tế và Phát triển Cộng đồng Tennessee                                                    | Không | Đại học Vanderbilt (BA, JD) | 3 tháng 1, 2021   | 2026           | Nashville        |
| Texas           |                                                          | John Cornyn            |           | Cộng hòa  | 2 tháng 2, 1952   | Luật sư | Thẩm phán Quận San Antonio Tổng chưởng lý Texas Tòa án Tối cao Texas (với tư cách Thẩm phán)                                | Đại học Trinity (BA) Đại học Thánh Mary, Texas (JD) Đại học Virginia (LLM)                                                                 | 2 tháng 12, 2002  | 2026           | San Antonio      |
| Texas           |                                                          | Ted Cruz               |           | Cộng hòa  | 22 tháng 12, 1970 | Luật sư Phó Tổng chưởng lý Hoa Kỳ Tổng Luật sư Texas | Không | Đại học Princeton (AB) Đại học Harvard (JD)                                                                                                | 3 tháng 1, 2013   | 2024           | Houston          |
| Utah            |                                                          | Mike Lee               |           | Cộng hòa  | 4 tháng 6, 1971   | Luật sư Tổng Cố vấn của Thống đốc Trợ lý Luật sư Hoa Kỳ | Không | Đại học Brigham Young (BA, JD) | 3 tháng 1, 2011   | 2028           | Alpine           |
| Utah            |                                                          | Mitt Romney            |           | Cộng hòa  | 12 tháng 3, 1947  | Doanh nhân Ứng viên Tổng thống năm 2012 | Thống đốc Massachusetts | Đại học Brigham Young (BA) Đại học Harvard (JD-MBA)                                                                                        | 3 tháng 1, 2019   | 2024           | Holladay         |
| Vermont         |                                                          | Bernie Sanders         |           | Độc lập   | 8 tháng 9, 1941   | Nhà làm phim Nhà văn Nhà tư vấn chính trị | Hạ viện Hoa Kỳ (VT-AL) Thị trưởng Burlington, Vermont                                                                       | Đại học Chicago (BA) | 3 tháng 1, 2007   | 2024           | Burlington       |
| Vermont         |                                                          | Peter Welch            |           | Dân chủ   | 2 tháng 5, 1947   | Nhà tổ chức Cộng đồng Thư ký Luật Tòa án Tối cao Vermont Luật sư | Hạ viện Hoa Kỳ Chủ tịch Thượng viện tạm quyền Vermont Lãnh đạo Thiểu số Thượng viện Vermont                                 | Đại học Holy Cross (BA)Đại học California, Berkeley (JD)                                                                                   | 3 tháng 1, 2023   | 2028           | Norwich          |
| Virginia        |                                                          | Mark Warner            |           | Dân chủ   | 15 tháng 12, 1954 | Doanh nhân Nhà tư bản mạo hiểu Chủ tịch Đảng Dân chủ Virginia | Thống đốc Virginia | Đại học George Washington (BA) Đại học Harvard (JD)                                                                                        | 3 tháng 1, 2009   | 2026           | Alexandria       |
| Virginia        |                                                          | Tim Kaine              |           | Dân chủ   | 26 tháng 2, 1958  | Nhà truyền giáo Luật sư Giáo viên Chủ tịch Ủy ban Quốc gia Đảng Dân chủ Ứng viên Phó Tổng thống năm 2016                                                                                | Thống đốc Virginia Phó Thống đốc Virginia Thị trưởng Richmond, Virginia                                                     | Đại học Missouri (BA) Đại học Harvard (JD)                                                                                                 | 3 tháng 1, 2013   | 2024           | Richmond         |
| Washington      |                                                          | Patty Murray           |           | Dân chủ   | 11 tháng 10, 1950 | Giáo viên Nhà vận động hành lang | Washington SenateShoreline School Board                                                                                     | Đại học Tiểu bang Washington (BA) | 3 tháng 1, 1993   | 2028           | Freeland         |
| Washington      |                                                          | Maria Cantwell         |           | Dân chủ   | 13 tháng 10, 1958 | Phó Chủ tịch Tiếp thị | Hạ viện Hoa Kỳ (WA-1) Hạ viện Washington                                                                                    | Đại học Miami (BA) | 3 tháng 1, 2001   | 2024           | Edmonds          |
| West Virginia   |                                                          | Joe Manchin            |           | Dân chủ   | 24 tháng 8, 1947  | Nhà điều hành Tập đoàn | Thống đốc West Virginia Bộ trưởng Ngoại giao West Virginia Thượng viện West Virginia Viện Đại biểu West Virginia            | Đại học West Virginia (BBA) | 15 tháng 11, 2010 | 2024           | Charleston       |
| West Virginia   |                                                          | Shelley Moore Capito   |           | Cộng hòa  | 26 tháng 11, 1953 | Cố vấn Nghề nghiệp Đại học Giám đốc Hội đồng Quản lý Trung tâm Thông tin Giáo dục Tiểu bang                                                                                             | Hạ viện Hoa Kỳ (WV-2) Viện Đại biểu West Virginia                                                                           | Đại học Duke (BA) Đại học Virginia (MEd)                                                                                                   | 3 tháng 1, 2015   | 2026           | Charleston       |
| Wisconsin       |                                                          | Ron Johnson            |           | Cộng hòa  | 8 tháng 4, 1955   | Kế toán Nhà điều hành Tập đoàn | Không | Đại học Minnesota (BS) | 3 tháng 1, 2011   | 2022           | Oshkosh          |
| Wisconsin       |                                                          | Tammy Baldwin          |           | Dân chủ   | 11 tháng 2, 1962  | Luật sư | Hạ viện Hoa Kỳ (WI-2) Hội đồng Tiểu bang Wisconsin Hội đồng Giám sát Quận Dane, Wisconsin                                   | Đại học Smith (BA) Đại học Wisconsin–Madison (JD)                                                                                          | 3 tháng 1, 2013   | 2024           | Madison          |
| Wyoming         |                                                          | John Barrasso          |           | Cộng hòa  | 21 tháng 7, 1952  | Bác sĩ quân y Chỉnh hình Tham mưu trưởng Y tế Nhà điều hành Tổ chức phi lợi nhuận | Thượng viện Wyoming | Học viện Bách khoa Rensselaer Đại học Georgetown (BS, MD)                                                                                  | 25 tháng 6, 2007  | 2024           | Casper           |
| Wyoming         |                                                          | Cynthia Lummis         |           | Cộng hòa  | 10 tháng 9, 1954  | Luật sư | Hạ viện Hoa Kỳ (WY-1) Thủ quỹ Wyoming Thượng viện Wyoming Hạ viện Wyoming                                                   | Đại học Wyoming (BS, MD) | 3 tháng 1, 2021   | 2026           | Cheyenne         |